# Białka Opa
Białka Opa – zestaw zewnętrznych białek błonowych będących czynnikami zjadliwości. Umożliwiają one przyleganie do komórek gospodarza i wykazują właściwości antyfagocytarne.
Można je znaleźć w błonie komórkowej np. Neisseria gonorrhoeae.